# Arçon
Arçon ist eine französische Gemeinde mit 955 Einwohnern (Stand: 1. Januar 2022) im Département Doubs in der Region Bourgogne-Franche-Comté. Sie gehört zum Arrondissement Pontarlier und ist Mitglied im Gemeindeverband Communauté de communes entre Doubs et Loue. Die Bewohner werden Cailleux und Cailleuses genannt.

## Geographie
Arçon liegt auf 845 m, etwa fünf Kilometer nördlich der Stadt Pontarlier (Luftlinie). Das Dorf erstreckt sich im Jura, an einem sonnenexponierten Hang über dem Doubs, am oberen Eingang in das Val du Saugeais, nordöstlich des weiten Plateaus von Arlier (Pontarlier-Frasne), nahe der Grenze zur Schweiz.
Die Fläche des 21,34 km² großen Gemeindegebiets umfasst einen Abschnitt des französischen Juras. Der südliche Teil des Gebietes wird vom offenen Doubstal eingenommen. Der Fluss strömt hier nach Nordosten und tritt in das Val du Saugeais ein. Auf seiner Südseite wird der Doubs von der Jurahöhe des Bois Nangein flankiert, auf der mit 1086 m die höchste Erhebung von Arçon erreicht wird. Nach Norden erstreckt sich das Gemeindeareal über ein sanft ansteigendes Gelände, das ein lockeres Gefüge von Wies- und Weideland sowie Wald zeigt. Ganz im Norden reicht das Gebiet auf das Hochplateau von Bugny. Das Plateau besitzt keine oberirdischen Fließgewässer, weil das Niederschlagswasser im verkarsteten Untergrund versickert.
Zu Arçon gehören neben dem eigentlichen Ort auch verschiedene Weiler und zahlreiche Einzelhöfe, darunter:
- La Chaux d’Arçon (852 m) nördlich der Talniederung des Doubs
- La Mare d’Arçon (869 m) auf der Höhe nördlich des Dorfes

Nachbargemeinden von Arçon sind Bugny und La Chaux im Norden, Maisons-du-Bois-Lièvremont im Osten, Pontarlier und Doubs im Süden sowie Vuillecin im Westen.

## Bevölkerung
| Jahr                       | 1962 | 1968 | 1975 | 1982 | 1990 | 1999 | 2010 | 2018 |
| Einwohner                  | 513  | 513  | 571  | 650  | 665  | 695  | 771  | 871  |
| Quellen: Cassini und INSEE |      |      |      |      |      |      |      |      |

Mit 955 Einwohnern (Stand 1. Januar 2022) gehört Arçon zu den kleinen Gemeinden des Départements Doubs. Nachdem die Einwohnerzahl in der ersten Hälfte des 20. Jahrhunderts deutlich abgenommen hatte (1881 wurden noch 669 Personen gezählt), wurde seit Mitte der 1960er Jahre wieder ein kontinuierliches Bevölkerungswachstum verzeichnet.

## Sehenswürdigkeiten

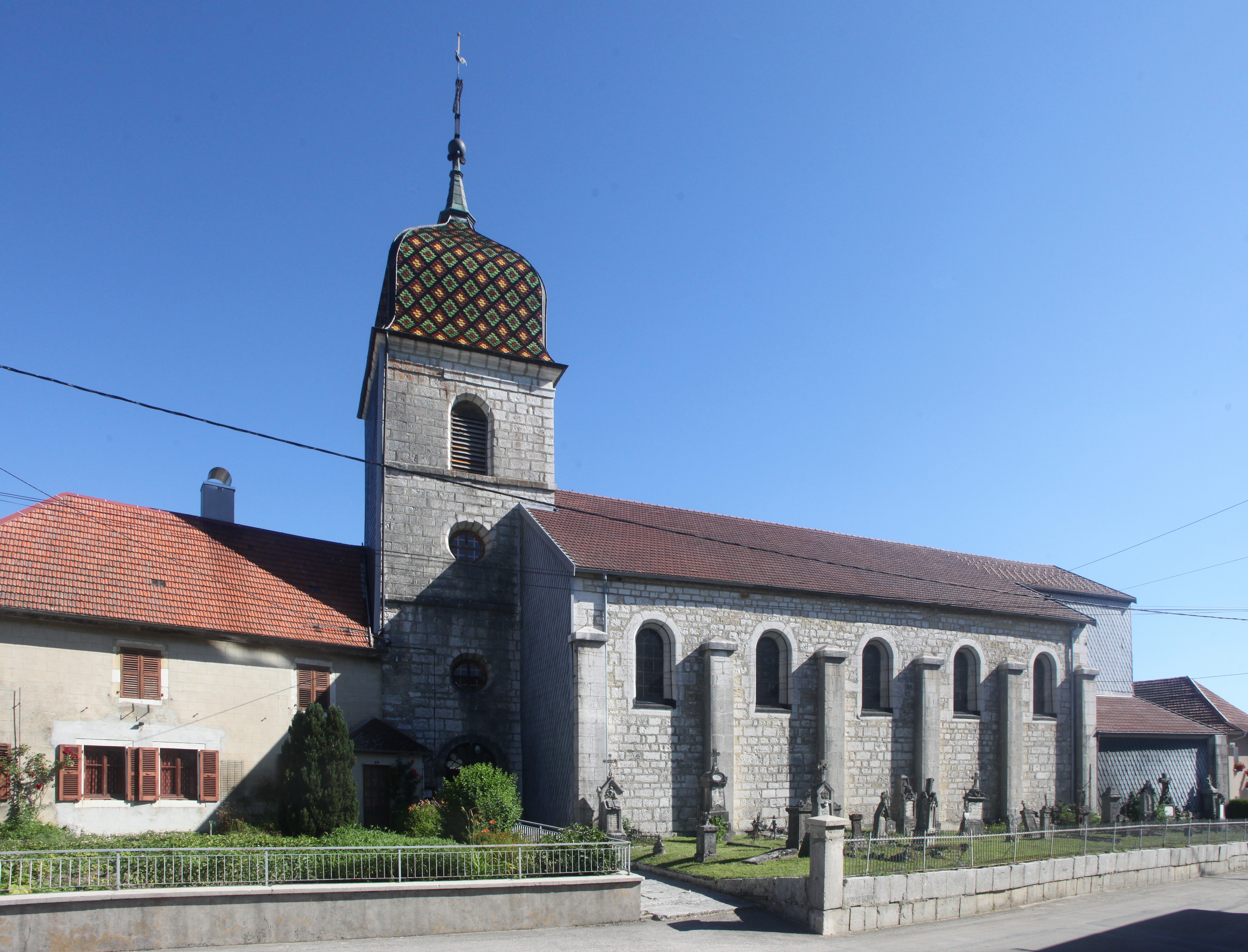
Himmelfahrts-Kirche in Arçon

Die Kirche Notre-Dame de l’Assomption wurde von 1830 bis 1844 an der Stelle einer Kapelle aus dem 15. Jahrhundert erbaut. Seit 1947 gehört Arcon außerdem zu der Mikronation Freie Republik Saugeais (République du Saugeais).

## Wirtschaft und Infrastruktur
Arçon war bis weit ins 20. Jahrhundert hinein ein vorwiegend durch die Landwirtschaft (Viehzucht und Milchwirtschaft, Ackerbau) und die Forstwirtschaft geprägtes Dorf. Daneben gibt es heute verschiedene Betriebe des Kleingewerbes, vor allem im Bereich der Holz- und Milchverarbeitung und in der Feinmechanik. Viele Erwerbstätige sind auch Wegpendler, die in den umliegenden größeren Ortschaften ihrer Arbeit nachgehen.
Die Ortschaft ist verkehrstechnisch gut erschlossen. Sie liegt an der Hauptstraße D437, die von Pontarlier nach Morteau führt. Eine weitere Straßenverbindung besteht mit Bugny. Der Betrieb der ehemaligen Bahnlinie von Pontarlier nach Gilley wurde eingestellt.
Östlich von Arçon, am Ufer des Flusses Doubs, wurde das Florence-Baverel-Biathlonstadion am 14. September 2009 eröffnet und 2019 erweitert.